# Praina trifasciata
Praina trifasciata är en fjärilsart som beskrevs av George Francis Hampson 1909. Praina trifasciata ingår i släktet Praina och familjen nattflyn. Inga underarter finns listade i Catalogue of Life.